# 木村龍之介
木村 龍之介（きむら りゅうのすけ、1983年-）は、日本の演出家、劇作家。シアターカンパニー・カクシンハン主宰。

## 来歴
大分県玖珠町生まれ、兵庫県宝塚育ち。東京大学で英米文学を専攻し、シェイクスピアを研究。
蜷川幸雄の稽古場および文学座演劇附属演劇研究所で演出を学んだのち、2012年にカクシンハンを立ち上げる。『ハムレット』『夏の夜の夢』『リア王』『タイタス・アンドロニカス』『ヘンリー六世』『マクベス』など、シェイクスピア作品を連続上演し、全作品の演出を務める。
東京での公演を中心とするほか、2016年には出身地である大分県玖珠町にて、カクシンハン・ポケット公演『じゃじゃ馬ならし』を上演。
翌年には同地にて『ロミオとジュリエット』を上演している。
2018年、河合祥一郎、松岡和子らと共にほぼ日の学校『シェイクスピア講座2018』講師を務める。

## 作風
「ロンドンという都市を見つめ、感じることで、世界と人間の真理へと肉薄していった」シェイクスピアに、「僕らは東京という都市から肉薄していきたい。東京から世界と人間の真理へと手を伸ばしたい。そう挑むことで、新しい演劇を生み出すことができるのでは」と述べている。

## 演出作品
- ハムレット×SHIBUYA ~ヒカリよ、俺たちの復讐は穢れたか~, 渋谷 Gallery LE DECO4(2012年4月)
- 海辺のロミオとジュリエット, 渋谷 Gallery LE DECO4(2012年9月)
- リア, SPACE 雑遊(2013年6月)
- カクシンハン版 夏の夜の夢, SPACE 雑遊(2014年6月)
- 仁義なきタイタス・アンドロニカス, SPACE 雑遊(2014年8月)
- ハムレット, SPACE 雑遊(2014年11月)
- カクシンハン版 オセロー Black Or White, シアターグリーン BIG TREE THEATER(2015年4月)
- じゃじゃ馬ならし, 渋谷 Gallery LE DECO4(2015年10月)
- カクシンハン版 ジュリアス・シーザー, シアターグリーン BIG TREE THEATER(2016年1月)
- カクシンハン版 リチャード三世 1471- 1485, シアター風姿花伝(2016年5月)
- ヘンリー六世三部作, シアター風姿花伝(2016年5月)
- じゃじゃ馬ならし, 玖珠町立 わらべの館(大分県)(2016年7月), 新宿ゴールデン街劇場, パフォーミングギャラリー&カフェ「絵空箱」(2016年8月)
- マクベス, 東京芸術劇場シアターウエスト(2017年1月)
- 夏の夜の夢, シアター風姿花伝(2017年3月)
- タイタス・アンドロニカス, 吉祥寺シアター(2017年8月)
- ロミオとジュリエット, 玖珠町立 わらべの館(大分県)(2017年11月) , 新宿ゴールデン街劇場, パフォーミングギャラリー&カフェ「絵空箱」(2017年11月)
- ハムレット, シアターグリーン BIG TREE THEATER(2018年4月)[7]
- 冬物語, 中野ウエストエンドスタジオ(2018年7月)
- ヴェニスの商人，原宿VACANT(2018年11月)